# Engel-Entwicklung
Die Engel-Entwicklung einer positiven reellen Zahl x ist die monoton wachsende Folge natürlicher Zahlen {\displaystyle \{a_{1},a_{2},a_{3},\dots \}}, sodass
{\displaystyle x={\frac {1}{a_{1}}}+{\frac {1}{a_{1}a_{2}}}+{\frac {1}{a_{1}a_{2}a_{3}}}+\cdots .\;}
Rationale Zahlen besitzen eine eindeutige endliche und eine eindeutige unendliche Engel-Entwicklung, während sie bei irrationalen Zahlen eindeutig und unendlich ist. Wenn x rational ist, führt die Engel-Entwicklung von x zu einem Ägyptischen Bruch, das heißt einer endlichen Summe von Kehrwerten natürlicher Zahlen. Die Engel-Entwicklung wurde nach Friedrich Engel benannt, der sie im Jahre 1913 untersuchte.

## Engel-Folgen, Kettenbrüche und Fibonacci
Kraaikamp und Wu haben 2004 beobachtet, dass eine Engel-Entwicklung auch als aufsteigende Variante eines Kettenbruchs geschrieben werden kann:
{\displaystyle x={\frac {\displaystyle 1+{\frac {\displaystyle 1+{\frac {\displaystyle 1+\cdots }{\displaystyle a_{3}}}}{\displaystyle a_{2}}}}{\displaystyle a_{1}}}.}
Sie zeigen auf, dass aufsteigende Kettenbrüche wie diese bereits in Fibonaccis Liber Abaci von 1202 untersucht wurden. So lässt sich ein Zusammenhang zwischen einer allgemeinen Kettenbruch-Entwicklung, der aufsteigenden Kettenbruch-Entwicklung und der Engel-Entwicklung herstellen:
{\displaystyle {\frac {a\ b\ c\ d}{e\ f\ g\ h}}={\dfrac {d+{\dfrac {c+{\dfrac {b+{\dfrac {a}{e}}}{f}}}{g}}}{h}}.}
Wenn in solch einer Darstellung alle Nenner 0 oder 1 sind, wie es häufig im Liber Abaci vorkommt, ist das Resultat eine Engel-Entwicklung. Die Engel-Entwicklung wurde als allgemeine Vorgehensweise von Fibonacci noch nicht beschrieben.

## Algorithmus zur Berechnung von Engel-Entwicklungen
Um die Engel-Entwicklung von x zu finden, setze man
{\displaystyle u_{1}=x,}
{\displaystyle a_{k}=\left\lceil {\frac {1}{u_{k}}}\right\rceil ,}
und schreibe wie folgt fort:
{\displaystyle u_{k+1}=u_{k}a_{k}-1}
wobei {\displaystyle \left\lceil r\right\rceil } die Aufrundungsfunktion ist (die kleinste ganze Zahl, die nicht kleiner als r ist).
Wenn {\displaystyle u_{i}=0} für irgendein i, beende die Ausführung.

## Beispiel
Um die Engel-Entwicklung von 1,175 zu finden, führen wir die folgenden Schritte durch:
{\displaystyle u_{1}=1{,}175,a_{1}=\left\lceil {\frac {1}{1{,}175}}\right\rceil =1;\,}
{\displaystyle u_{2}=u_{1}a_{1}-1=1{,}175\cdot 1-1=0{,}175,a_{2}=\left\lceil {\frac {1}{0{,}175}}\right\rceil =6\,}
{\displaystyle u_{3}=u_{2}a_{2}-1=0{,}175\cdot 6-1=0{,}05,a_{3}=\left\lceil {\frac {1}{0{,}05}}\right\rceil =20\,}
{\displaystyle u_{4}=u_{3}a_{3}-1=0{,}05\cdot 20-1=0\,}
Die Folge endet hier. Somit ist
{\displaystyle 1{,}175={\frac {1}{1}}+{\frac {1}{1\cdot 6}}+{\frac {1}{1\cdot 6\cdot 20}}}
und die Engel-Entwicklung von 1,175 ist {1, 6, 20}.

## Engel-Entwicklungen von rationalen Zahlen
Jede positive rationale Zahl hat eine eindeutige endliche Engel-Entwicklung. Im Algorithmus ist, falls ui eine rationale Zahl x/y ist, ui+1 = (−y mod x)/y. Der Zähler im verbleibenden Bruch ui verkleinert sich und die Konstruktion der Engel-Entwicklung muss in einer endlichen Anzahl von Schritten terminieren. Jede rationale Zahl besitzt ebenfalls eine eindeutige unendliche Engel-Entwicklung: Mit der Identität
{\displaystyle {\frac {1}{n}}=\sum _{r=1}^{\infty }{\frac {1}{(n+1)^{r}}}.}
kann die letzte Ziffer n in einer endlichen Engel-Entwicklung durch eine unendliche Folge von (n + 1) ersetzt werden, ohne den Wert der Entwicklung zu ändern. Zum Beispiel
{\displaystyle 1{,}175=\{1,6,20\}=\{1,6,21,21,21,\dots \}.\;\;}
Diese Tatsache ist analog zu der Tatsache, dass jede rationale Zahl mit einer endlichen Dezimaldarstellung ebenfalls eine unendliche Dezimaldarstellung besitzt (z. B. 0,999…).
Erdős, Rényi, und Szüsz fragten nach nichttrivialen Grenzen für die Länge einer endlichen Engel-Entwicklung einer rationalen Zahl x/y; diese Frage wurde von Erdős und Shallit beantwortet, indem sie bewiesen, dass die Anzahl der Terme in der Entwicklung O(y1/3 + ε) für jedes ε > 0 ist.

## Wachstumsgeschwindigkeit der Terme
Die Koeffizienten ai wachsen typischerweise exponentiell; genauer gesagt, für fast alle Zahlen im Intervall (0,1] existiert der Grenzwert {\displaystyle \lim _{n\rightarrow \infty }a_{n}^{1/n}} und ist äquivalent zu e. Die Teilmenge des  Intervalls, für das dies nicht der Fall ist, ist immer noch groß genug, dass seine Hausdorff-Dimension 1 ist.
Dieselbe typische Wachstumsrate gilt auch für die Terme beim Greedy-Algorithmus für Ägyptische Brüche. Der Anteil der reellen Zahlen im Intervall (0,1], deren Engel-Entwicklung mit ihrer Greedy-Entwicklung übereinstimmt, geht gegen 0, und die Menge hat die Hausdorff-Dimension 1/2.

## Weitere Beispiele
{\displaystyle \pi =\{1,1,1,8,8,17,19,300,1991,2492,\dots \}\;} OEIS: A006784
{\displaystyle e=\{1,1,2,3,4,5,6,7,8,9,10,11,12,13,\dots \}\;} OEIS: A000027
Im Allgemeinen gilt,
{\displaystyle e^{1/r}-1=\{1r,2r,3r,4r,5r,6r,\dots \}\;}
{\displaystyle {\sqrt {2}}=\{1,3,5,5,16,18,78,102,120,144,\dots \}\;} OEIS: A028254
{\displaystyle 1=\{2,2,2,2,2,\dots \}.\;}
Im Allgemeinen ist eine Engel-Entwicklung mit konstanten Termen eine geometrische Reihe.
Weitere Engel-Entwicklungen für Konstanten können auf der Seite der On-Line Encyclopedia of Integer Sequences abgerufen werden.